# Comtat d'Atoka
El Comtat d'Atoka (en anglès: Atoka County) és un comtat localitzat al sud-est de l'estat estatunidenc d'Oklahoma. Tenia una població de 14.182 habitants segons el cens dels Estats Units del 2010. La seu de comtat i ciutat més poblada és Atoka.

## Geografia
Segons l'Oficina del Cens dels Estats Units, el comtat tenia una àrea total de 2.564,1 quilòmetres quadrats, dels quals 2.533,0 quilòmetres quadrats eren terra i 31,1 quilòmetres quadrats (1,18%) eren aigua.

### Autovies
- U.S. Highway 69
- U.S. Highway 75
- State Highway 3
- State Highway 7
- State Highway 43
- Indian Nation Turnpike

### Comtats adjacents
|  |  |  |
|  |  |  |
|  |  |  |

### Clima
Dades climàtiques de la seu de comtat, Atoka, on es localitza el 21,52% de la població del Comtat d'Atoka segons dades del cens dels Estats Units del 2010.
| Paràmetres climàtics mitjans de Atoka | Paràmetres climàtics mitjans de Atoka | Paràmetres climàtics mitjans de Atoka | Paràmetres climàtics mitjans de Atoka | Paràmetres climàtics mitjans de Atoka | Paràmetres climàtics mitjans de Atoka | Paràmetres climàtics mitjans de Atoka | Paràmetres climàtics mitjans de Atoka | Paràmetres climàtics mitjans de Atoka | Paràmetres climàtics mitjans de Atoka | Paràmetres climàtics mitjans de Atoka | Paràmetres climàtics mitjans de Atoka | Paràmetres climàtics mitjans de Atoka | Paràmetres climàtics mitjans de Atoka |
| Mes                                   | Gen.                                  | Feb.                                  | Mar.                                  | Abr.                                  | Mai.                                  | Jun.                                  | Jul.                                  | Ago.                                  | Set.                                  | Oct.                                  | Nov.                                  | Des.                                  | Anual                                 |
| ------------------------------------- | ------------------------------------- | ------------------------------------- | ------------------------------------- | ------------------------------------- | ------------------------------------- | ------------------------------------- | ------------------------------------- | ------------------------------------- | ------------------------------------- | ------------------------------------- | ------------------------------------- | ------------------------------------- | ------------------------------------- |
| Temperatura màxima registrada °C (°F) | 29,4 (84,9)                           | 29,4 (84,9)                           | 34,4 (93,9)                           | 37,2 (99)                             | 38,3 (100,9)                          | 41,1 (106)                            | 44,4 (111,9)                          | 45,0 (113)                            | 42,8 (109)                            | 36,7 (98,1)                           | 32,2 (90)                             | 30,6 (87,1)                           | 45,0 (113)                            |
| Temperatura mínima registrada °C (°F) | −21,7 (−7,1)                          | −22,2 (−8)                            | −14,4 (6,1)                           | −3,9 (25)                             | 1,7 (35,1)                            | 7,8 (46)                              | 10,0 (50)                             | 11,7 (53,1)                           | 0,6 (33,1)                            | −5,0 (23)                             | −11,7 (10,9)                          | −17,2 (1)                             | −22,2 (−8)                            |
| Temperatura diària màxima °C (°F)     | 11,9 (53,4)                           | 14,2 (57,6)                           | 18,7 (65,7)                           | 23,9 (75)                             | 27,3 (81,1)                           | 31,4 (88,5)                           | 34,4 (93,9)                           | 34,6 (94,3)                           | 30,6 (87,1)                           | 25,2 (77,4)                           | 18,4 (65,1)                           | 13,0 (55,4)                           | 23,6 (74,5)                           |
| Temperatura diària mínima °C (°F)     | −1,4 (29,5)                           | 0,7 (33,3)                            | 4,7 (40,5)                            | 10,5 (50,9)                           | 15,2 (59,4)                           | 19,5 (67,1)                           | 21,3 (70,3)                           | 20,8 (69,4)                           | 16,8 (62,2)                           | 10,6 (51,1)                           | 4,5 (40,1)                            | −0,1 (31,8)                           | 10,3 (50,5)                           |
| Precipitació total mm (polzades)      | 54,0 (2,1)                            | 64,0 (2,5)                            | 84,0 (3,3)                            | 113,0 (4,4)                           | 130,0 (5,1)                           | 116,0 (4,6)                           | 79,0 (3,1)                            | 73,0 (2,9)                            | 113,0 (4,4)                           | 98,0 (3,9)                            | 62,0 (2,4)                            | 61,0 (2,4)                            | 1.047,0 (41,2)                        |
| Font: Weatherbase.com                 |                                       |                                       |                                       |                                       |                                       |                                       |                                       |                                       |                                       |                                       |                                       |                                       |                                       |

## Demografia

Piràmide de població del Comtat d'Atoka (2000)

Segons el cens del 2010, hi havia 14.182 persones, 5.391 llars, i 3.737 famílies. La densitat de població era de 5,53 persones per quilòmetre quadrat. Hi havia 6.312 cases en una densitat de 2,46 per quilòmetre quadrat. La composició racial del comtat era d'un 80,4% blancs, un 4,8% negres o afroamericans, un 20,3% natius americans, un 0,6% asiàtics, un 0,1% illencs pacífics, un 1,4% d'altres races, i un 7,1% de dos o més races. Un 2,9% de la població eren hispànics o llatinoamericans de qualsevol raça. Segons el cens del 2000, les ancestries més comunes eren: amb un 26,6%, estatunidencs; amb un 10,3%, irlandesos; amb un 6,6%, anglesos; amb un 6,1%, alemanys. Un 97,4% de la població parlava l'anglès com a primera llengua i l'1,4% parlava l'espanyol.
Hi havia 5.391 llars de les quals un 27,3% tenien menors de 18 anys vivint-hi, un 52,9% eren parelles casades vivint juntes, un 5,8% tenien una dona com a cap de família sense cap marit present, i un 30,7% no eren famílies. En un 27,4% de les llars hi vivia solament una persona i en un 12,3% hi vivia algú sol o sola major de 64 anys. De mitjana, la mida de llar era de 2,49 persones i la de la família era de 3,02 persones.
Pel comtat la població s'estenia en 23,61% menors de 18 anys, un 8,36% de 18 a 24 anys, un 24,72% de 25 a 44 anys, un 27,20% de 45 a 64 anys, i un 16,11% majors de 64 anys. L'edat mediana de 39,5 anys. Per cada 100 dones hi havia 108,62 homes. Per cada 100 dones majors de 17 anys, hi havia 109,11 homes.
Segons el cens del 2000, l'ingrés econòmic anual de mediana per a una llar en el comtat era de 24.752 $, i l'ingrés econòmic anual de mediana per a una família era de 29.409 $. L'ingrés anual econòmic de mediana per homes era de 26.193 $ mentre que per dones era 18.861 $. La renda per capita del comtat era de 12.919 $. Un 15,70% de famílies i un 19,80% de la població vivia per sota del llindar de la pobresa, incloent-hi dels quals un 25,40% menors de 18 anys i un 21,10% majors de 64 anys.

## Entitats de població
| - Atoka - Bentley - Boehler - Boggy Depot - Caney | - Farris - Fugate - Lane - Reynolds - Tushka |